# Sierra de Cerredo
La sierra de Cerredo es un pequeño sistema montañoso situado a escasos 2 km del mar Cantábrico, en Castro-Urdiales (Cantabria, España). En sus inmediaciones se encuentran la localidad de Castro-Urdiales y las ruinas del castillo de Allendelagua o de San Antón. Su máxima altura es la del monte Cerredo, con 643 m s. n. m. También destacan el Pico de la Gallina, con 576 m s. n. m.; el pico Islares (377 m s. n. m.), que constituye el extremo occidental de la sierra y limita con la ría de Oriñón, y el campo de las Varillas.